# Yalçın Koşukavak
Yalçın Koşukavak (* 14. Oktober 1972 in İzmir) ist ein ehemaliger türkischer Fußballspieler und heutiger Fußballtrainer.

## Spielerkarriere
Koşukavak kam 1972 in Izmir zur Welt und begann hier mit dem Vereinsfußball in der Jugend von Altay Izmir. Seine erste Profistation durchlief er bei Yeni Turgutluspor, wo er in seiner Spielerkarriere die meisten Ligaspiele absolvierte.

## Trainerkarriere
Nach seiner aktiven Laufbahn entschied er sich, Fußballtrainer zu werden. Zuerst arbeitete er als Co-Trainer bei Göztepe Izmir, Karşıyaka SK und Manisaspor. 
Die Verantwortung als Cheftrainer hatte er 2013 erstmals bei Karacabey Birlikspor, wo er jedoch im gleichen Jahr den Vertrag auflöste. Nach weiteren Stationen in der zweiten und dritten türkischen Liga wurde er im Dezember 2020 als Cheftrainer vom Erstligisten Denizlispor verpflichtet.